# Junzaburō Ban
Junzaburō Ban (伴淳三郎, Ban Junzaburō), né le 10 janvier 1910 et mort le 26 octobre 1981, est un acteur et humoriste japonais. Son véritable nom est Hirosada Suzuki (鈴木寛定, Suzuki Hirosada).

## Biographie
Junzaburō Ban a tourné dans plus de 360 films entre 1928 et 1982.

## Filmographie partielle
- 1932 : L'Incomparable Patriote (国士無双, Kokushi musō?) de Mansaku Itami : l'ermite
- 1953 : Le Profil de la ville (都会の横顔, Tokai no yokogao?) de Hiroshi Shimizu : le diseur de bonne aventure
- 1954 : Ukare gitsune senbon zakura (浮かれ狐千本桜?) de Torajirō Saitō
- 1958 : La Lumière des lucioles (螢火, Hotarubi?) de Heinosuke Gosho : Isuke, le mari d'Otose
- 1960 : L'Enterrement du soleil (太陽の墓場, Taiyō no hakaba?) de Nagisa Ōshima : Yotsematsu
- 1965 : Le Détroit de la faim (飢餓海峡, Kiga kaikyō?) de Tomu Uchida : l'inspecteur de police Yumisaka
- 1969 : Chō kōsō no akebono (超高層のあけぼの?) de Hideo Sekigawa
- 1970 : Dodes'kaden (どですかでん, Dodesukaden?) d'Akira Kurosawa : Shima, l'employé aux tics
- 1972 : Wandering Ginza Butterfly 2: She-Cat Gambler (銀蝶流れ者 牝猫博奕, Ginchō nagaremono: Mesuneko bakuchi?) de Kazuhiko Yamaguchi
- 1977 : Ningen no shōmei (人間の証明?) de Jun'ya Satō : le propriétaire de l'onsen
- 1978 : La Reine des abeilles (女王蜂, Joōbachi?) de Kon Ichikawa : policier Yamamoto
- 1981 : Eijanaika (ええじゃないか, Eejanaika?) de Shōhei Imamura : Toramatsu
- 1982 : Matagi le vieux chasseur d'ours (マタギ, Matagi?) de Toshio Gotō : le policier

## Distinctions

### Décoration
- 1978 : récipiendaire de la Médaille au ruban pourpre

### Récompenses
- 1963 : prix Blue Ribbon du public[3]
- 1966 : prix Mainichi du meilleur acteur dans un second rôle pour son interprétation dans Le Détroit de la faim[4]